# 최석식
최석식(崔石植, 1954년 7월 28일 ~ )은 대한민국의 공무원이다. 제22대 과학기술부 차관을 역임하였다. 본관은 해주. 전라북도 부안군 출신이다.

## 학력
- 1973년 : 해성고등학교 졸업
- 1977년 : 전북대학교 법학 학사
- 1984년 : 서울대학교 행정대학원 행정학 석사
- 1987년 : 맨체스터 대학교 대학원 과학기술정책학 석사
- 2001년 : 성균관대학교 대학원 행정학 박사

## 경력
- 1976년 : 제19회 행정고시 합격
- 1980년 : 과학기술처 행정사무관
- 과학기술처 인력계획담당관
- 과학기술처 연구관리과장
- 1999년 : 과학기술부 과학기술정책국장
- 과학기술부 기술인력국장
- 과학기술부 연구개발국장
- 2000년 : 대통령비서실 과학기술비서관
- 2001년 : 과학기술부 과학기술정책실장
- 2001년 : 숭실대학교 겸임교수
- 2001년 : 광운대학교 겸임교수
- 2002년 : 한양대학교 겸임교수
- 2002년 : 연세대학교 겸임교수
- 2003년 : 과학기술부 기획관리실장
- 2004년 : 과학기술부 차관
- 2006년 : 건국대학교 대외협력부총장
- 2007년 : 한국과학재단 이사장
- 2011년 : 상지영서대학교 총장

## 수상
- 1991년 : 고운문화상
- 1992년 : 근정포장
- 2003년 : 황조근정훈장

| 전임 임상규 | 제22대 과학기술부 차관 2004년 10월 28일 ~ 2006년 1월 31일 | 후임 박영일 |